# Association internationale de sismologie et de physique de l'intérieur de la Terre
L'Association internationale de sismologie et de physique de l'intérieur de la Terre (IASPEI), (en anglais International Association of Seismology and Physics of the Earth’s Interior) est l'une des sept associations de sciences de la Terre de l'Union géodésique et géophysique internationale (UGGI). Elle s'intéresse à la sismologie et  à la physique de l'intérieur de la Terre. L'accent est mis sur les zones les plus profondes de l'intérieur de la Terre, la physique de la croûte supérieure est principalement l'objet de la géologie et de la géophysique appliquée.
Elle a été créée à la suite d'une résolution de la première conférence sismologique internationale à Strasbourg, organisée par Georg Gerland en 1901, à l'issue de laquelle l'International Seismology Association, fondée le 1er avril 1904, a été créée. Elle intègre l'UGGI en 1973 en tant qu'association scientifique.